# Коскуріта
Коскуріта (ісп. Coscurita) — муніципалітет в Іспанії, у складі автономної спільноти Кастилія-і-Леон, у провінції Сорія. Населення — 112 осіб (2010).
Муніципалітет розташований на відстані близько 150 км на північний схід від Мадрида, 36 км на південь від Сорії.
На території муніципалітету розташовані такі населені пункти: (дані про населення за 2010 рік)
- Бордехе: 19 осіб
- Сентенера-дель-Кампо: 11 осіб
- Коскуріта: 58 осіб
- Негільяс: 14 осіб
- Вільяльба: 10 осіб

## Демографія
Динаміка населення (INE ):

## Галерея зображень

Розташування муніципалітету Коскуріта